# Nemzeti rock
A nemzeti rock a 2000-es években Magyarországon kialakult rockzenei stílusirányzat. A műfaj neve az egykori Pannon rádiós műsorvezetőtől, G. Kirkovits Istvántól származik. Főként a rock és a népzene keverékén alapul, viszont meghatározásában a zenei stílusjegyek mellett fontos tényező a dalok értékrendje, világszemlélete is. A stílus szoros kapcsolatban áll a nemzeti radikalizmussal, annak kulturális hátterét adva.

## Történet
A nemzeti rock országos térnyerését 2000-ben a Pannon Rádió Rockszerda című adása indította el. Az adásnap főszerkesztőjeként G. Kirkovits István az általa nemzeti rocknak nevezett és később ebben a formában meghonosult zenei irányzatnak hatalmas lehetőséget adott a rádiós műsorok, beszélgetések, interjúk, riportok, megemlékezések zenei alátámasztásával. G. Kirkovits István a „nemzeti rock hármashalmának” az Ismerős Arcok, a Kárpátia és a Romantikus Erőszak zenekarokat nevezte. Mint fogalmazott, „ezek az együttesek időszakunk globalista kihívásai közepette sajátos eszközökkel próbálják bemutatni a hiteles magyar múltat, és megéneklik a 20. század magyarság számára fájdalmas, döntő sorscsapásait”.
A vele gyakran összemosott skinhead szubkultúránál jóval tágabb a közönsége, több koncert tömegrendezvénynek számít, bár továbbra is jelentős közösségszervező erővel bír. Az elmúlt években a nemzetirock-együttesek fő rendezvényévé vált a Hatvannégy Vármegye Ifjúsági Mozgalom által szervezett Magyar Sziget. A fősodratú média a nemzeti rockzenét rendszerint nem játssza, így ismeretségének terjedésében jelentős szerepet játszik az internet. Nemzeti rock internetes rádió a Szent Korona Rádió illetve a nemzetirock.hu.
A nemzeti rock dalok főleg a hazafiságról és a nemzeti történelemről szólnak, gyakoriak a katonadalok és népdal-feldolgozások. Gyakran összekeverik a műfajt a skinhead zenével: ennek oka, hogy több nemzeti rockegyüttes skinhead együttesként kezdte pályafutását, illetve maga a stílus is a 2000-es évek elején virágzott fel Magyarországon, így új fogalomnak számít. Bár éles határvonal nincs a két stílus között, elmondható, hogy a skinhead zene egyszerűbb, monotonabb, népzenei elemeket nem használ, szubkultúrában jóval kisebb és zártabb. A szövegek általában mindkét stílusban hazafias témájúak, de a nemzeti rockra nem jellemző a skinhead zenék dalszövegeiben gyakran előforduló rasszizmus és antiszemitizmus és homofóbia.
Az ezredforduló eleje óta hazánkban a nemzeti rockzene folyamatosan növekvő népszerűsége és elismertsége főként arra vezethető vissza, hogy a globalizálódó világban az identitástudatnak (a határokon is átívelő nemzethez tartozás tudatának) a tömegeket is megmozgatni képes nemzeti zene vált egyik fő alkotóelemévé – ily módon a koncertek közösségi létet is formálnak. Gyakran megfordulnak nemzeti rockrendezvényeken olyan zenekarok, melyek a zenélést jóval a nemzeti rock megjelenése előtt kezdték, de stílusban közel állnak hozzá (mint például a P. Mobil, Kormorán). A nemzeti rock terjedésével párhuzamos jelenség a formálódó nemzeti radikalizmus, mely különösen a fiatalok között népszerű.
2009 őszén a Hungarica együttes Nincs más föld, nincs más ég c. lemeze a Mahasz-toplista élére került, amely első alkalommal történt meg a nemzeti rock zenekarok között.

## Nemzeti Rockzenekarok
- Kárpátia
- Ismerős Arcok
- Hungarica
- Romantikus Erőszak
- Egészséges Fejbőr
- Magozott Cseresznye
- Vádló Bitófák
- Szkítia
- Farkasok[2]
- Nemzeti Hang
- Oi-kor